# Mylabris plagiata
Mylabris plagiata es una especie de coleóptero de la familia Meloidae.

## Distribución geográfica
Habita en Sudáfrica.